# Queen's Club Championships 2002
I Queen's Club Championships 2002 (conosciuti pure come Stella Artois Championships per motivi di sponsorizzazione) sono stati un torneo di tennis giocato sull'erba. È stata la 109ª edizione dei Queen's Club Championships e faceva parte della categoria International Series nell'ambito dell'ATP Tour 2002. Si è giocato al Queen's Club di Londra in Inghilterra, dal 10 al 16 giugno 2002.

## Campioni

### Singolare
Lleyton Hewitt ha battuto in finale  Tim Henman con il punteggio di 4–6, 6–1, 6–4.

### Doppio
Wayne Black /  Kevin Ullyett hanno battuto in finale  Mahesh Bhupathi /  Maks Mirny con il punteggio di 7–6(5), 3–6, 6–3.